# Майнерс, Пол
Пол Майнерс, барон Майнерс (Paul Myners, baron Myners) (01.04.1948 — 16.01.2022) — английский политический деятель, член Палаты лордов.
В раннем возрасте усыновлён семейной парой из города Труро, где и вырос.
Окончил Лондонский университет (1971). Некоторое время работал учителем средней школы в Уондсворте. В 1972—1974 гг. журналист газеты Дейли Телеграф.
С 1974 г. работал в различных финансовых организациях. С 1985 г. директор, в 1987—2001 гг. президент пенсионного фонда Гартмор Груп (Gartmore Group). За этот период фонды, которыми управлял Gartmore, выросли с 1,2 миллиарда фунтов стерлингов в 1985 году до 75 миллиардов фунтов в 2001 году, а сам Пол Майнерс заработал около 30 миллионов фунтов.
С 2001 г. администратор и президент нескольких компаний, неисполнительный директор Банка Англии.
С 3 октября 1908 до 13 мая 2010 года финансовый секретарь Казначейства (Financial Services Secretary to the Treasury) (эта должность иногда называется «министр Сити», а в России — заместитель министра финансов).
16 октября 2008 года получил пожизненный (ненаследуемый) титул «барон Майнерс» (Baron Myners, of Truro in the County of Cornwall) и с этого времени стал членом палаты лордов.
С 2010 года работал в руководстве различных крупных компаний.
С 03.2013 по 19.01.2018 член Совета директоров российской компании Мегафон, председатель Комитета по вознаграждениям и номинациям. В этот период — также председатель Совета директоров и партнёр Cevian Capital LLP, неисполнительный директор RIT Capital Partners PLC, Ecofin Water&Power Opportunities PLC, председатель Совета директоров и управляющий партнёр Autonomous Research LLP, председатель Совета директоров Nomad Holdings Limited, член глобального инициативного совета и член аудиторского комитета CQS Capital, председатель совета London School of Economics and Political Science, председатель в Edelman UK, председатель Совета директоров Landscape Acquisitions Holdings Limited и J2.
Кавалер Ордена Британской империи. Почётный доктор Эксетерского университета.
С 1972 по 1993 год был женат на Тессе Стэнфорд-Смит (Tessa Stanford-Smith), затем с 1995 года на Элисон Маклеод (Alison Macleod). Со второй женой жил отдельно с 2017 года, и в 2020 г. развёлся. Дети — дочери Шарлотта, Люси и Сара.